# MTV Video Music Award – teledysk rockowy
Poniższa lista przedstawia kolejnych zwycięzców nagrody MTV Video Music Awards w kategorii 'Best Rock Video'. W 1989 nazwę kategorii zmieniono na 'Best Heavy Metal Video'. Od 1990 do 1995 nosiła nazwę 'Best Metal/Hard Rock Video'. Z kolei w 1996 nagrodę przemianowano na 'Best Hard Rock Video' i w tej postaci pozostała do 1997.
| Rok  | Wykonawca              | Piosenka                                 |
| ---- | ---------------------- | ---------------------------------------- |
| 1989 | Guns N’ Roses          | „Sweet Child O’ Mine”                    |
| 1990 | Aerosmith              | „Janie’s Got a Gun”                      |
| 1991 | Aerosmith              | „The Other Side”                         |
| 1992 | Metallica              | „Enter Sandman”                          |
| 1993 | Pearl Jam              | „Jeremy”                                 |
| 1994 | Soundgarden            | „Black Hole Sun”                         |
| 1995 | White Zombie           | „More Human than Human”                  |
| 1996 | Metallica              | „Until It Sleeps”                        |
| 1997 | Aerosmith              | „Falling in Love (Is Hard on the Knees)” |
| 1998 | Aerosmith              | „Pink”                                   |
| 1999 | KoЯn                   | „Freak on a Leash”                       |
| 2000 | Limp Bizkit            | „Break Stuff”                            |
| 2001 | Limp Bizkit            | „Rollin’ (Air Raid Vehicle)”             |
| 2002 | Linkin Park            | „In the End”                             |
| 2003 | Linkin Park            | „Somewhere I Belong”                     |
| 2004 | Jet                    | „Are You Gonna Be My Girl?”              |
| 2005 | Green Day              | „Boulevard of Broken Dreams”             |
| 2006 | AFI                    | „Miss Murder”                            |
| 2007 | –                      | –                                        |
| 2008 | Linkin Park            | „Shadow of the Day”                      |
| 2009 | Green Day              | „21 Guns”                                |
| 2010 | Thirty Seconds to Mars | „Kings and Queens”                       |
| 2011 | Foo Fighters           | „Walk”                                   |
| 2012 | Coldplay               | „Paradise”                               |
| 2013 | Thirty Seconds to Mars | „Up in the Air"                          |
| 2014 | Lorde                  | „Royals”                                 |
| 2015 | Fall Out Boy           | „Uma Thurman”                            |
| 2016 | Twenty One Pilots      | „Heathens”                               |
| 2017 | Twenty One Pilots      | „Heavydirtysoul”                         |
| 2018 | Imagine Dragons        | „Whatever It Takes”                      |
| 2019 | Panic! at the Disco    | „High Hopes”                             |
| 2020 | Coldplay               | „Orphans”                                |
| 2021 | John Mayer             | „Last Train Home”                        |
| 2022 | Red Hot Chili Peppers  | „Black Summer”                           |